# Champions Super League
Die Red Bull Champions Super League 1998 war ein professionelles Snooker-Einladungsturnier, das als einzige Ausgabe des Turnieres im Juni 1998 im chinesischen Guangzhou ausgetragen wurde. Sieger des Turnieres, das ausschließlich als Rundenturnier gespielt wurde, wurde Steve Davis, der sich vor Stephen Hendry den ersten Platz der Abschlusstabelle sichern konnte. Marco Fu als einer von drei teilnehmenden Amateure aus China gelang mit einem 138er-Break das höchste Break des Turnieres.

## Preisgeld
Das Turnier wurde von Red Bull gesponsert. Insgesamt wurden ein Preisgeld von 27.250 Pfund Sterling ausgeschüttet, von dem weit über ein Drittel an den Sieger floss.
|           | Preisgeld |
| --------- | --------- |
| Sieger    | 12.000 £  |
| Platz 2   | 8.000 £   |
| Platz 3   | 5.000 £   |
| Platz 4–6 | 750 £     |
| Insgesamt | 27.250 £  |

## Turnierverlauf
Zum Turnier wurden sechs Spieler eingeladen: drei Spieler der Weltspitze und drei Amateure aus der Volksrepublik China und der Sonderverwaltungszone Hongkong. Sie alle traten in einem einfachen Rundenturnier gegeneinander an, dessen Partien jeweils über fünf Frames gingen. Am Ende wurde eine Abschlusstabelle aufgestellt. Am Ende belegten Steve Davis und Stephen Hendry punktgleich den ersten Platz, durch den direkten Vergleich gewann aber Davis. Die Aufzählung der Partien richtet sich nach der alphabetischen Sortierung der Datenbank CueTracker.
| Pos. | Spieler        | Partien | S | N | Frames | Diff. |
| ---- | -------------- | ------- | - | - | ------ | ----- |
| 1    | Steve Davis    | 5       | 4 | 1 | 16:9   | +7    |
| 2    | Stephen Hendry | 5       | 4 | 1 | 16:9   | +7    |
| 3    | James Wattana  | 5       | 3 | 2 | 12:13  | −1    |
| 4    | Pang Weiguo    | 5       | 2 | 3 | 12:13  | −1    |
| 5    | Marco Fu       | 5       | 1 | 4 | 11:14  | −3    |
| 6    | Guo Hua        | 5       | 1 | 4 | 8:17   | −9    |

| Spiel | Spieler 1      | Ergebnis | Spieler 2      |
| ----- | -------------- | -------- | -------------- |
| 1     | Steve Davis    | 23:23    | Guo Hua        |
| 2     | Steve Davis    | 23:23    | Stephen Hendry |
| 3     | Steve Davis    | 14:14    | Marco Fu       |
| 4     | Steve Davis    | 05:05    | James Wattana  |
| 5     | Marco Fu       | 14:14    | Pang Weiguo    |
| 6     | Stephen Hendry | 23:23    | Marco Fu       |
| 7     | Stephen Hendry | 23:23    | Pang Weiguo    |
| 8     | Stephen Hendry | 14:14    | Guo Hua        |

| Spiel | Spieler 1      | Ergebnis | Spieler 2     |
| ----- | -------------- | -------- | ------------- |
| 9     | Stephen Hendry | 14:14    | James Wattana |
| 10    | Guo Hua        | 23:23    | Marco Fu      |
| 11    | James Wattana  | 23:23    | Marco Fu      |
| 12    | James Wattana  | 14:14    | Pang Weiguo   |
| 13    | James Wattana  | 14:14    | Guo Hua       |
| 14    | Pang Weiguo    | 14:14    | Guo Hua       |
| 15    | Pang Weiguo    | 14:14    | Steve Davis   |

## Century Breaks
Drei Spielern gelangen während des Turnieres insgesamt fünf Century Breaks:
- Marco Fu: 138, 116
- James Wattana: 133, 107
- Steve Davis: 100